# Jean-Delphin Alard
Jean-Delphin Alard (Baiona, 8 de março de 1815 — Paris, 22 de fevereiro de 1888) foi um violinista e compositor francês.

## Biografia
Alard era filho de um violinista amador. A partir de 1827, foi aluno de François Antoine Habeneck no Conservatório de Paris, onde sucedeu Pierre Baillot como professor, em 1843, mantendo o posto até 1875. Foi também aluno de François-Joseph Fétis e sucedeu Baillot como primeiro-violinista do Rei, em 1840. Suas composições fizeram grande sucesso na França, enquanto que sua escola de violino tinha grande procura e fama.
Foi um representante da moderna escola francesa de violino. Compôs noturnos, duetos, estudos, etc., para violino, e foi o autor de uma Ecole du violon, que foi adotada pelo Conservatório. Pablo de Sarasate esteve entre seus alunos. Uma menção também deve ser feita à sua edição em quarenta partes de uma seleção de composições para violino dos mais eminentes mestres do século XVIII, Les Maitres classiques du violon (Schott). Alard morreu em Paris. Jean-Delphin Alard era genro de Jean-Baptiste Vuillaume.